# Barka Dantego
Barka Dantego (fr. La Barque de Dante lub Dante et Virgile aux enfers) – obraz olejny francuskiego malarza Eugène’a Delacroix. Dzieło zostało wystawione w paryskim Salonie, a następnie zakupione przez państwo francuskie za sumę 2000 franków. Obraz początkowo znajdował się w Musée du Luxembourg w Pałacu Luksemburskim, a w 1874 r. został przeniesiony do Luwru.
Reakcje na obraz były zróżnicowane, był to zauważalny debiut artystyczny, lecz krytykowany za niedojrzałość i niespójność w kompozycji stanowiącej kompilację wzorów zaczerpniętych u twórców z różnych epok. Recenzentom nie podobała się również malarska technika młodego Delacroix, który większą wagę przywiązywał do barwy niż do rysunku. Pomimo to Barka Dantego stała się wydarzeniem w życiu artystycznym Paryża. Dzieło ze szczególnym uznaniem przyjęła młodzież i środowiska postępowe. Barka wywołała żywą dyskusję o kwestiach artyzmu, dzięki której Delacroix stał się znany.

## Opis obrazu
Artysta przedstawił scenę znaną z Pieśni VIII Piekła, stanowiącego część Boskiej komedii Dantego Alighieri. Przez wzburzone wody Styksu niewielką łodzią prowadzoną przez Flegiasa przeprawiają się Dante i jego przewodnik, Wergiliusz. Scena jest bardzo dynamiczna, niewielka łódź unosi się na wzburzonych wodach wśród kłębiących się ciał potępieńców. Wieje silny wiatr, w oddali widać płonące miasto, niebo jest ołowiane, a horyzont spowity dymem. Odziany w stalową opończę z czerwonym kapturem Dante z niepokojem unosi prawą rękę, podtrzymuje go ubrany w brązową szatę spokojny Wergiliusz.
Nastrój dzieła jest przytłaczający, silne światło eksponuje przerażenie, strach i cierpienie na twarzach ukazanych postaci. Szczególnie dramatyczne są przedstawienia potępionych, bezskutecznie próbujących dostać się do łodzi.

## Inspiracje

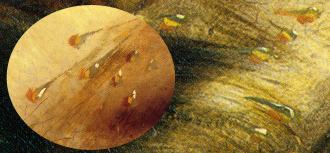
Zapożyczony od Rubensa sposób malowania kropel wody na ciele. Każda kropla namalowana jest za pomocą czterech niezmieszanych pigmentów, białego, żółtego, zielonego i czerwonego.

Motywem żeglugi oraz nastrojem przerażenia i rozpaczy płótno Delacroix jednoznacznie nawiązuje do obrazu Théodore Géricaulta Tratwa Meduzy. Krytycy sztuki jako źródło inspiracji wskazują także Noc Michała Anioła, czego dowodem mają być postaci ukazane w dynamicznych pozach ze spotęgowanym efektem cierpienia. Pełne i obfite ludzkie kształty sugerują fascynację pracami Petera Rubensa. Delacroix sam przyznał, że sposób malowania rozbryzgów wody na ludzkim ciele podejrzał u Rubensa na obrazie Przybycie Marii Medycejskiej do Marsylii.